# Unione Sportiva Codogno 1929-1930
Questa pagina raccoglie i dati riguardanti l'Unione Sportiva Codogno nelle competizioni ufficiali della stagione 1930-1931.

## Rosa
Rosa:
| N. |                   | Ruolo | Calciatore          |
| -- | ----------------- | ----- | ------------------- |
|    | Italia (bandiera) | D     | Angelo Arcari (II)  |
|    | Italia (bandiera) | C     | Carlo Arcari (I)    |
|    | Italia (bandiera) | A     | Pietro Arcari (III) |
|    | Italia (bandiera) | P     | Mario Ardemagni     |
|    | Italia (bandiera) | C     | Sergio Bazzigaluppi |
|    | Italia (bandiera) | D     | Lucio Beltrami      |
|    | Italia (bandiera) | C     | Rinaldo Bodini      |
|    | Italia (bandiera) | A     | Antonio Cassoni     |
|    | Italia (bandiera) | C     | Antonio Cecchetti   |
|    | Italia (bandiera) | A     | Pietro Ciceri       |

| N. |                   | Ruolo | Calciatore            |
| -- | ----------------- | ----- | --------------------- |
|    | Italia (bandiera) | D     | Osvaldo Dragoni (I)   |
|    | Italia (bandiera) | A     | Adolfo Dusi           |
|    | Italia (bandiera) | D     | Ettore Gambazza       |
|    | Italia (bandiera) | P     | Carlo Giussani        |
|    | Italia (bandiera) | P     | Antonio Grecchi       |
|    | Italia (bandiera) | A     | Cornelio Marchini     |
|    | Italia (bandiera) | A     | Alessandro Mazzoletti |
|    | Italia (bandiera) | D     | Giovanni Molinari     |
|    | Italia (bandiera) | A     | Giovanni Noli         |
|    | Italia (bandiera) | C     | Antonio Rulfi         |